# Thallium(I)-oxid
Thallium(I)-oxid ist eine anorganische chemische Verbindung des Thalliums aus der Gruppe der Oxide.

## Gewinnung und Darstellung
Thallium(I)-oxid kann durch Erhitzung von Thallium(I)-hydroxid auf über 100 °C oder Thallium(III)-oxid auf über 700 °C in Abwesenheit von Luft dargestellt werden.
{\displaystyle \mathrm {2\ TlOH\longrightarrow Tl_{2}O+H_{2}O} }

## Eigenschaften
Thallium(I)-oxid ist ein sehr hygroskopischer schwarzer Feststoff, der leicht löslich in Wasser unter Bildung von Thallium(I)-hydroxid ist. Er besitzt eine Kristallstruktur, die als dreifache polytype Form vom Anti-Cadmium(II)-iodid-Typ aufzufassen ist. Es ist eine trigonale Kristallstruktur mit der Raumgruppe R3m (Raumgruppen-Nr. 166).